# Beta Pavonis
Désignations
Beta Pavonis (β Pav / β Pav) est une étoile de la constellation du Paon. Sa magnitude apparente est de 3,42. D'après la mesure de sa parallaxe annuelle par le satellite Hipparcos, l'étoile est située à ∼ 135 a.l. (∼ 41,4 pc) de la Terre. Elle s'éloigne du Système solaire à une vitesse radialede +4 km/s.
Beta Pavonis est une géante blanche de type spectral A7III. Elle est 61 fois plus lumineuse que le Soleil.